# Schlacht um die Milne-Bucht

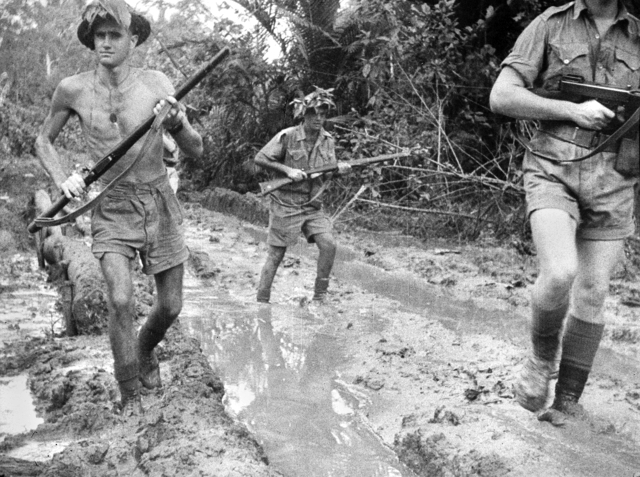
Australische Truppen kurz nach der Schlacht

1942

Rabaul –
1. Salamaua-Lae –
Operation N –
Operation MO –
Korallenmeer –
Buna-Gona –
Kokoda Track –
Milne-Bucht –
Goodenough –
Buna-Gona-Sanananda –
Operation Lilliput 
1943

Wau –
Bismarcksee –
I –
2. Salamaua-Lae –
Chronicle –
Finisterre –
Cartwheel –
Bougainville –
Huon –
Neubritannien –
Bombardierung von Rabaul 
1944–1945

Admiralitätsinseln –
Emirau –
Take Ichi Konvoi –
Reckless –
Persecution –
Wakde-Sarmi –
Biak –
Noemfoor –
Driniumor –
Sansapor –
Morotai –
Aitape–Wewak
Die Schlacht um die Milne-Bucht war eine Schlacht während des Pazifikkrieges im Zweiten Weltkrieg. Japanische Marineinfanterie griff am 25. August 1942 einen australischen Stützpunkt an der Milne-Bucht an der Ostspitze Neu Guineas an. Die Kämpfe dauerten bis zum Rückzug der Japaner am 5. September 1942 an. Die Schlacht war die erste Schlacht des Pazifikkrieges, bei der die alliierten Truppen die japanischen Landstreitkräfte besiegen konnten.
Der britische Feldmarschall William Slim, 1. Viscount Slim, der an der Schlacht nicht teilgenommen hatte, sagte später darüber:

„Die australischen Soldaten hatten in der Milne-Bucht den Japanern die erste unangezweifelte Niederlage an Land zugefügt. Einige von uns mögen vergessen, dass von allen Alliierten es die Australier waren, die zuerst die Unbesiegbarkeit der japanischen Armee brachen.“

Tatsächlich waren es japanische Marineinfanteristen der Spezialmarinelandungskräfte (海軍陸戦隊 Kaigun Rikusentai), die die alliierten Streitkräfte in der Milne-Bucht angriffen. Die Alliierten unter dem Befehl von Generalmajor Cyril Clowes verteidigten einen strategisch wichtigen Flughafen der Royal Australian Air Force (RAAF). Die Soldaten gehörten hauptsächlich zwei Brigaden der australischen Armee an: der 18. Infanteriebrigade der australischen 7th Division und der 7. Australischen Infanteriebrigade, eine Milizeinheit.
Das japanische Oberkommando setzte nicht mehr als 2.400 Marineinfanteristen der 5. Kure Spezialmarinelandungskräfte (SMLK) und der 5. Sasebo SMLK ein, sowie nichtkämpfende Soldaten der 16. Marinebaueinheit. Die japanischen Truppen wurden von Commander Shojiro Hayashi angeführt. Obwohl die alliierten Streitkräfte ungefähr 9.000 Soldaten zählten, waren nur etwa die Hälfte davon Infanteristen. Die Japaner hatten einen bedeutenden Vorteil, sie verfügten im Gegensatz zu den Australiern über zwei leichte Panzer des Typ 95 Ha-Gō. Die Panzer fügten der 2. Kompanie/10. Infanteriebataillon zunächst schwere Verluste zu und zwangen sie zum Rückzug. Am 29. August landete japanische Verstärkung: 768 Soldaten der 3. Kure SMLK und der 5. Yokosuka SMLK unter Befehl von Commander Yano, der Hayashi ablöste.
Die RAAF-Staffeln Nr. 75 und Nr. 76 mit ihren Curtiss P-40 Kittyhawk-Erdkampfflugzeugen spielten bei den heftigen Kämpfen ebenfalls eine wichtige Rolle. Manchmal beschossen die Piloten schon beim Abheben die in der Nähe kämpfenden japanischen Truppen. RAAF-Bodenpersonal, darunter zum Teil auch Angehörige anderer Staffeln, beteiligte sich ebenfalls an den Kämpfen. Auch das 46. Pionierregiment des U.S. Army Corps of Engineers, das gerade den Milne-Bucht-Stützpunkt erweiterte, beteiligte sich an den Kämpfen.
Am 5. September befahl das japanische Oberkommando den Rückzug: Nach offiziellen Angaben wurden 311 japanische Soldaten getötet, 300 wurden vermisst. Die japanische Marine konnte 1.318 Soldaten abtransportieren. Die Australier erlitten einen Verlust von 534 Soldaten, davon 161 Getötete oder Vermisste. Auch die US-Amerikaner hatten einige Getötete und Vermisste zu beklagen.
Die Auswirkungen auf die Moral der alliierten Soldaten in Asien und der Pazifikregion waren tiefgreifend, besonders für die anderen Australier, die Nachhutoperationen am Kokoda-Pfad durchführten, für die US-Soldaten, die zur gleichen Zeit die Schlacht um Guadalcanal ausfochten, und für Slims Soldaten der 14. Armee, die sich aus Burma zurückzogen.